# Носорогообразные
Носорогообразные (лат. Rhinocerotoidea) — надсемейство млекопитающих из отряда непарнокопытных. Включает два вымерших и одно современное семейство.
Представители вымершего семейства аминодонтовых внешне и по образу жизни напоминали бегемотов.
Вымершее семейство гиракодонтовых включало в себя крупнейших сухопутных млекопитающих всех времён — индрикотериев.
Ныне живущие носороги — крупные звери с одним или двумя рогами на носу.

## Галерея

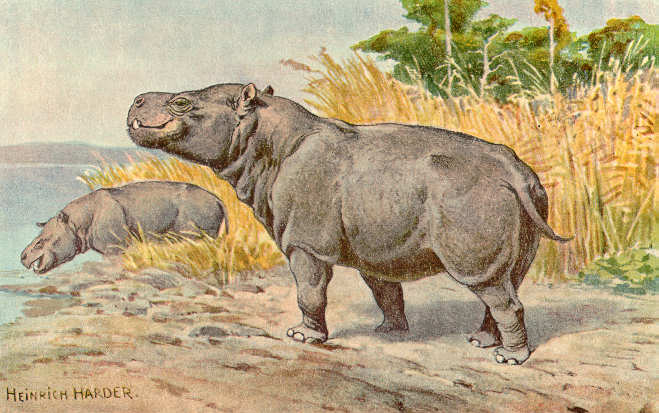
Metamynodon, реконструкция
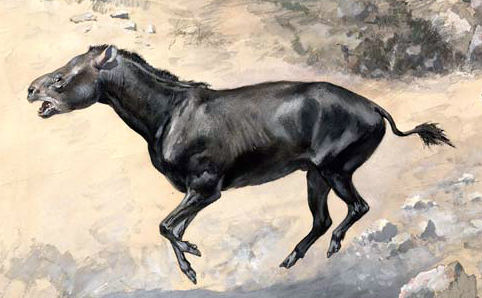
Гиракодон (Hyracodon) (реконструкция)